# Эн-но Гёдзя
Эн-но Гёдзя (яп. 役の行者 Эн-но Гё:дзя) — полумифический основатель сюгэндо, японский святой, упоминаемый в литературных памятниках Древней Японии: «Сёку нихонги», «Нихон рёики» и «Кондзяку моногатари-сю». Также известен как Эн-но Одзуну (яп. 役の小角), Эн-но Убасоку (яп. 役の優婆塞, «аскет Эн»). В этом варианте имени убасоку – японская форма санскритского слова упасака. В «Сёку Нихонги» его называют Эн-но Кими Одзуну. Иногда Эн читают как Э, то есть Э-но Гёдзя, Э-но Убасоку и т.д.
Посмертный титул — Синбэн Дайбосацу (яп. 神辺大菩薩), что означает «Чудесный и великий бодхисаттва». Данный титул был дарован Эн-но Гёдзя государем Кокаку, правление которого приходятся на 1771—1840 года.
Был горным аскетом и прорицателем на горе Кацураги в конце VII века н.э. Часто встречается сюжет о том, как Эн-но Гёдзя был несправедливо обвинён собственным учеником в манипулировании демонами и использовании колдовства для обмана людей. В результате, аскет Эн был сослан на остров. Различные источники приводят разные сюжеты, связанные с этим святым. Среди них часто встречаются истории о том, как Эн-но Гёдзя посещал горы и освящал их, создавая святилища или храмы.
Изображения Эн-но Гёдзя в скульптуре и живописи создавались начиная с периода Камакура. Особенно часто они встречаются в храмах школы Сингон.

## Биография
Согласно «Нихон рёики», Эн-но Гёдзя был рождён в горах Кацураги и происходил от клана Камо. Его клан проживал в этой гористой местности уже много лет. Она была богата растительностью и лечебными травами. Согласно традиции, аскет Эн прекрасно разбирался в медицинских травах и даже имел собственный сад, но по какой-то причине прекратил свою деятельность травника в 675 году. К этому времени он уже успел заработать репутацию лекаря.
Когда отец Эн-но Гёдзя умер, будущий аскет попросил у небес еще одного ребенка для своей матери. Она родила дитя, которое получило имя Цукивакамару (яп. 月若丸). После этого Эн-но Гёдзя в возрасте 32 лет ушел в аскезу в горы Кацураги. Считается, что его защищали дикие животные. Также, согласно преданию, он нашёл в горах источники серебра и киновари.
В 699 году, согласно большинству легенд сюгэндо, его ложно объявил в злом колдовстве ученик-завистник Каракуни-но-Мурадзи Хиротари (яп. 韓国の連広足). После этого святой был сослан на остров Итосима или Осима.
Согласно Кондзяку моногатари, Эн-но Гёдзя впал в ярость из-за высокомерия бога горы Кацураги Хитокотоо-нуси-но ками (яп. 一言主神). Обездвижив божество заклинаниями, Эн-но Гёдзя заточил его в долине у этой же горы. Хитокото-нуси затем отомстил святому, завладев телом и разумом Хиротари. Каракуни-но-Мурадзи Хиротари, будучи одержимым, направил жалобы на своего учителя в столицу, что и привело к ссылке Эн-но Гёдзя. Существуют и иные версии этого сюжета, в которых Эн-но Гёдзя был сослан не по обвинению в злонамеренном колдовстве, а в результате спора за руды, найденные в горах.
Ещё один вариант легенды гласит, что сослан был не Эн-но Гёдзя, а его мать. Она была обвинена в романе с двоюродным братом и арестована. Эн-но Гёдзя пытался ей помочь, но его связали соломенными верёвками и сослали в Идзу. После этих событий Цукивакамару (младший брат Эн-но Гёдзя) ради собственного выживания начал заниматься продажей цветов. Однажды он встретил императора, которому рассказал историю, приключившуюся со своей семьей. Государь проникся симпатией к продавцу цветов, после чего снял с семьи все обвинения. После этих событий Эн-но Гёдзя решил уйти в горы.
Последние годы жизни святого покрыты тайной. Одна из версий гласит, что он был оправдан в 701 году, после чего вернулся на гору Кацураги, где поймал Хитокото-нуси-но ками, связал его лозой и заточил в долине. Через несколько месяцев он либо пошёл в горы в Мино (рядом с Осакой), где достиг нирваны, либо уплыл в Китай. По другой версии, он был прощен в 702 году, после чего стал сэннином (яп. 仙人, бессмертным святым) и вознёсся на небеса. Другой вариант легенды гласит, что после помилования он отправился в Китай вместе с матерью. В Нихон Рёики упоминается, что монах Досё встретил Эн-но Гёдзя в Китае в 701 году.
В источниках часто встречаются сюжеты на тему того, как Эн-но Гёдзя путешествовал и создавал святилища в различных местах, включая горную цепь Оминэ и гору Кимпусэн (ныне префектура Нара), гору Мино, горы Икома (на границе префектур Нара и Осака) в регионе Токай и провинцию Идзу.

## Слуги-бесы

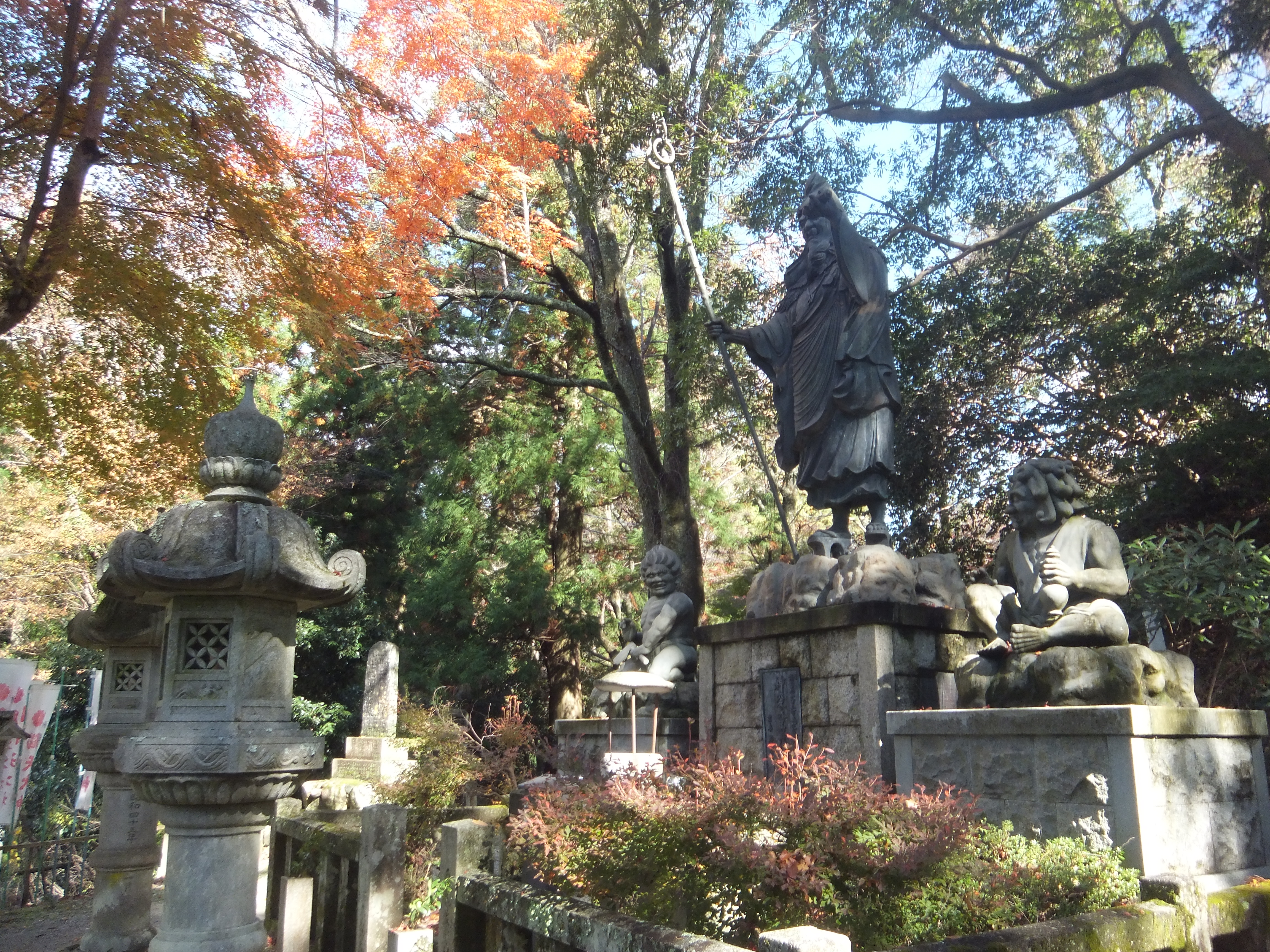
Статуя Эн-но Гёдзя и двух чертей-компаньонов в Кимпусэн-дзи.

В иконографии Эн-но Гёдзя его спутниками часто выступают два беса. Это мужской демон Сэкиган (яп. 赤目, Красный глаз) и женский демон Коко (яп. 黄口 Ко:ко:, Жёлтая пасть). Существует множество легенд об этой паре, но, как правило, все они сводятся к тому, что двое демонов прекращают творить злые дела и становятся слугами святого.
Согласно преданию, два демона жили в горах неподалёку от города Нара, у жителей которого они воровали детей. Эн-но Гёдзя приходит на помощь жителям Нары. Он прячет от пары демонов пятеро их собственных детей, заставляя двух чертей думать, что их отпрыски умерли. Осознав ту боль, которую они причиняли людям, бесы раскаиваются в своих поступках и, прекратив свои злодеяния, начинают прислуживать Эн-но Гёдзя. Пятерых бесовских детей святой впоследствии возвращает.
Когда святой усмирил демонов и поставил их себе на службу, Сэкиган был переименован в Дзэнки (яп. 前鬼, Передовой демон), а Коко – в Гоки (яп. 後鬼, Тыловая чертовка). Эти демоны являются воплощением женского и мужского начала (инь и ян), где ян – это Дзэнки, который защищает святого спереди, а ин – это Гоки, обеспечивающая защиту с тыла. Их дети являются воплощением пяти элементов мироздания.